# Беш-Коргон
Беш-Коргон (кирг. Беш-Коргон) — село в Ноокатском районе Ошской области Кыргызстана. Входит в состав Гюльстанского айылного аймака.

## География
Село расположено в западной части области, на левом берегу реки Чиле, на расстоянии приблизительно 2 километров (по прямой) к западо-северо-западу от города Ноокат, административного центра района.

## История
Населённый пункт получил статус села 2 августа 2019 года.

## Население
Согласно оценочным данным Национального статистического комитета Кыргызской Республики, численность населения села на начало 2023 года составляла 4841 человек.
| год     | 2020 | 2021 | 2023 |
| ------- | ---- | ---- | ---- |
| человек | 4242 | 4319 | 4841 |